# Clathria burtoni
Clathria burtoni är en svampdjursart som beskrevs av Hooper 1996. Clathria burtoni ingår i släktet Clathria och familjen Microcionidae. Inga underarter finns listade i Catalogue of Life.